# Djalminha
Djalminha, de nombre completo Djalma Feitosa Dias (Santos, São Paulo, 9 de diciembre de 1970), es un exfutbolista brasileño nacionalizado español.
Dotado de una gran técnica y creatividad, fue elegido el mejor futbolista del Campeonato Brasileño de 1996, internacional absoluto con la selección de fútbol de Brasil que conquistó la Copa América 1997 y figura del Deportivo de la Coruña que ganó en la temporada 1999-2000 la Liga de España por primera y única vez en su historia.
Es hijo de Djalma Dias, defensa internacional brasileño en la década del sesenta.
Con hijo reconocido llamado Youssef Jamoula Hanita

## Trayectoria

### Flamengo: revelación del campeonato brasileño
Formado en las divisiones básicas del Flamengo, Djalminha jugó su primer partido como profesional contra el América-RJ , válido para el Campeonato Carioca 1989 .
En 1991 el equipo comenzó a jugar en el formato táctico que le daría el quinto campeonato brasileño al año siguiente, con Gaucho centralizado en el área como una referencia en el ataque y dos puntas: Marcelinho Carioca o Paulo Nunes por la derecha y Nelio o Djalminha por izquierda.

### Recomienzo en Guaraní
En 1993 pasó a Guaraní y permaneció dos temporadas en el club de Campinas, siendo la principal figura del equipo. Tras un breve paso sin éxito en el fútbol japonés, volvió a Guaraní, donde formaría un gran ataque junto a Márcio Amoroso y Luizão.

### Cerebro del Palmeiras: Dream Team
En 1995, fue contratado por la multinacional Parmalat para jugar en Palmeiras. Allí ganó el reconocimiento del público en un equipo plagado de estrellas como Cafú, Flávio Conceição, Rivaldo, Müller y Luizão.
Con este equipo, Palmeiras ganó el Campeonato Paulista de 1996, donde alcanzó el hito histórico de 102 goles anotados. Más tarde, Djalminha llegaría a declarar que aquel fue el mejor equipo en el que jugó durante toda su carrera.

### Reconocimiento internacional
La carrera de Djalminha alcanzó su punto máximo en 1997, cuando fue el enlace titular del equipo brasileño que jugó y ganó la Copa América. Dicho éxito le valió el traspaso al fútbol español, donde formaría parte del Deportivo de la Coruña durante cinco temporadas.

### La conquista de Europa y los malos resultados
En Galicia se convirtió en ídolo, tras notables actuaciones que llevaron al club gallego a obtener la Liga 1999-2000. Sin embargo, en la temporada 2002, su temperamento comenzó a descarrilar su carrera. Según Placar, en 2002, Vanderlei Luxemburgo llamó a Djalminha "crack-celular", el jugador que no funciona cuando se la necesita, en los partidos decisivos..
Durante un entrenamiento, le pegó un cabezazo a su entrenador Javier Irureta, por lo que fue transferido al Austria Wien y apartado definitivamente de la selección brasileña.

### Éxito en Austria y retiro en México
En 2003, tras una temporada entera en Austria conquistando la copa y la liga de este país en la misma temporada, a pesar del deseo austriaco, no fue posible ejercer el derecho de compra de su pase debido al alto valor de su salario, irreal para la realidad del mercado austriaco. Luego regresó al Deportivo La Coruña, después de la especulación de un posible regreso al Palmeiras, que entonces estaba en la Serie B. Finalmente recaló en el América de México, donde se retiró a los 34 años tras una temporada con pocas participaciones.
En ese mismo año, adquirió la nacionalidad española para que pudiese jugar como comunitario, en Europa, liberando una plaza extracomunitaria.

## Después del retiro
Participó con la selección brasileña de football-indoor en los campeonatos organizados para este deporte, siendo uno de los jugadores más destacados del torneo. También juega en el equipo del Real Club Deportivo de La Coruña de football-indoor, equipo con el que se proclamó campeón de liga y Supercopa en la temporada 2007/08, demostrando que mantiene su calidad intacta.
También fue parte de la selección brasileña de showbol en la Superliga 2010.
En 2015 fue contratado por ESPN como comentarista.

## Palmarés
- 1 Copa América (1997)
- 1 Campeonato de Río de Janeiro (1991)
- 1 Liga brasileña (1992)
- 1 Campeonato de São Paulo (1996)
- Galardón al mejor jugador de Brasil (1996)
- 1 Liga española (1999-2000)
- 1 Copa del Rey de Fútbol (2002)
- 2 Supercopas de España (2000-2001, 2002-2003)
- 1 Liga austriaca (2002-2003)
- 2 campeonatos de liga española de fútbol indoor | con el R.C Deportivo de La Coruña  (2007-2008, 2009-2010)
- 1 copa del rey de fútbol indoor (la 1.ª disputada)| con el R.C Deportivo de La Coruña (año 2008)